# Acacia sambesiaca
Acacia sambesiaca é uma espécie de leguminosa do gênero Acacia, pertencente à família Fabaceae.